# Pietra bigia

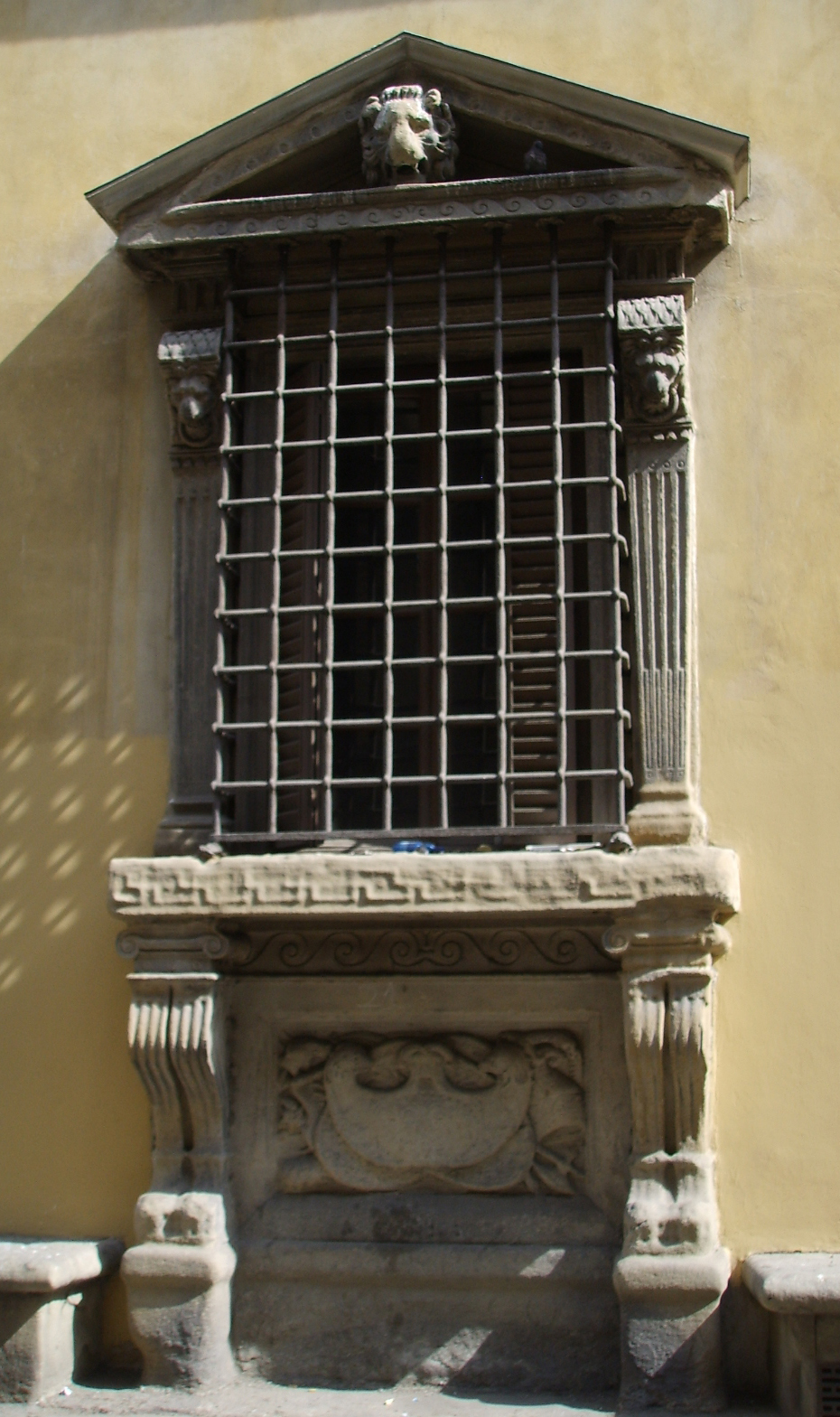
Finestra inginocchiata nel Palazzo di Sforza Almeni; il davanzale presenta la tipica sfarinatura della pietra bigia

La pietra bigia (in toscano "spenta", "opaca") è una pietra arenaria di colore marroncino, simile chimicamente alla pietra serena.
Fa parte delle tre pietre tradizionalmente usate nell'architettura fiorentina, con la pietraforte e la pietra serena, e anche se non ha raggiunto la diffusione delle altre due è ben documentata nell'area toscana. Le cave principali si trovano nell'area di Fiesole.
Fu impiegata a Firenze tra il Cinquecento e il Settecento, per la somiglianza con la pietraforte e il costo inferiore; inoltre si supponeva una maggiore resistenza rispetto alla pietra serena ed era facilmente scolpibile.
La pietra soffre di degrado a contatto con gli agenti atmosferici, in particolare per la decoesione dei granuli che la compongono, che si manifesta come sfarinamento, mentre rara è l'esfoliazione. Queste caratteristiche facilitano la distinzione dalla pietra forte nell'impiego in decorazioni architettoniche. Rispetto alla pietra forte non ha le convoluzioni, le vene di calcite e presenta una grana più fine. Agostino del Riccio nel 1597 la indicava come utile per fare finestre inginocchiate.
A Firenze si trova in vari monumenti:
- Palazzo Capponi-Covoni
- Palazzo Larderel
- Palazzo Budini Gattai
- Palazzo Bartolini-Salimbeni su via Porta rossa (su piazza Santa Trinita è invece usata la pietraforte)
- Arco di Trionfo
- Facciata dell'Ospedale di Santa Maria Nuova (assieme a pietraforte e pietra serena)